# デイヴィッド・ビーティー (初代ビーティー伯爵)
海軍元帥初代ビーティー伯爵デイヴィッド・リチャード・ビーティー（英語: Admiral of the Fleet David Richard Beatty, 1st Earl Beatty, GCB, OM, GCVO, DSO, PC, 1871年1月17日 – 1936年3月11日）は、イギリス海軍の軍人。最終階級は海軍元帥。
1914年バス勲章、1919年メリット勲章を授与され、ビーティー伯爵家を創設。

## 生涯

### 生い立ち・第一次世界大戦までの略歴
1871年：アイルランド系の騎兵士官の子として誕生。13歳で少年時代からの夢である海軍兵学校に入校、15歳で士官候補生に任官した。
1884年：海軍士官候補生として練習艦「ブリタニア」に乗船。
1896年～98年：エジプト・スーダンに勤務。マフディー戦争時、ナイル川で砲艦の指揮を執り、陸軍を援護した功によりDSO勲章を授与された。
1897年：27歳で海軍中佐（Commander）に任じられた。
1900年：シナ艦隊所属の戦艦「バーフラー」（Barfleur）乗り組み時に北清事変が発生。分遣隊を指揮して艦隊司令長官セイマー大将の救出作戦を成功させ、わずか29歳で海軍大佐に昇進。
その後、いくつかの巡洋艦や戦艦「クイーン」の艦長を歴任。その間にアメリカの富豪令嬢と結婚。やがて海軍大臣となるウィンストン・チャーチルに認められて大臣秘書官を経た後、1913年に海軍少将となり、第1巡洋戦艦戦隊司令官に任命された。
第一次世界大戦勃発時、ビーティーはスコットランドのファース・オブ・フォース北岸のロシスを基地とする第1巡洋戦艦戦隊を指揮していた。開戦に伴い、イギリスは本国艦隊を戦時編成に改め、弩級・超弩級戦艦を集中した主力艦隊としての大艦隊（グランドフリート）を編成し、ドイツの大海艦隊に対抗した。ビーティの巡洋戦艦部隊は、大艦隊の先遣部隊の役割を果たすこととなる。

### ヘルゴラント・バイト海戦
1914年8月28日早朝、英巡洋艦隊はドイツ帝国の内海ともいうべきヘルゴラント・バイトに侵入した。ビーティーの第1巡洋戦艦戦隊は支援部隊としての参加だったが、最終段階でヘルゴラント・バイト内に進入、ドイツ巡洋艦3隻を撃沈し、その後ドイツのフランツ・フォン・ヒッパー提督の率いる艦隊が到着するまでに引き上げた。

### ドッガー・バンク海戦
1915年1月24日のこの海戦で、英独の巡洋戦艦部隊は初めて直接砲火を交え、英艦隊が勝利した。
ヒッパー率いるドイツ艦隊は1914年11月と12月に、イングランドの北海沿岸都市へ繰り返し砲撃を行っていた。これに対し英海軍は、解読した無電情報をもとにビーティーの巡洋戦艦部隊をドッガーバンクに出動させ、ビーティーはドイツ艦隊の捕捉に成功する。
捕捉されたドイツ艦隊は直ちに全速で撤退を開始、ビーティーはこれに応じて追撃に移った。ヒッパーの旗艦ザイドリッツは後部砲塔への直撃弾が揚弾庫内の火薬に引火したが、消火に成功して爆沈を免れた。一方、英艦隊先頭のビーティーの旗艦ライオンは集中砲火を受けて15発の被弾を数え、浸水によって船体が10度傾斜、左舷機関が故障して速力が15ノットに低下して落伍した。
「敵艦隊の追撃を続行せよ」という意味でビーティーが発した「敵の後部を攻撃せよ」「敵艦にもっと接近せよ」という信号を誤解した次席指揮官は、被弾により落伍したドイツ装甲巡洋艦ブリュッヒャーに集中砲火を浴びせて撃沈したものの、ドイツ艦隊に撤退を許す結果となった。駆逐艦に移乗して艦隊を追っていたビーティーは、怒りを抑えて帰還の途についた。

### ユトランド沖海戦
1916年5月31日のこの海戦は英独艦隊最大の対戦となり、戦略的に英国が勝利した。
ドイツ大海艦隊は全主力が出動し、イギリス大艦隊もドイツ側無電を解読してその予想位置に向かっていた。ヒッパーは英巡洋戦艦部隊を捕捉後反転し、英艦隊をドイツ戦艦隊の方向に誘致しようとした。6隻の英巡洋戦艦と5隻の独巡洋戦艦は並航戦を開始。ビーティーは、最初の40分間にインディファティガブルとクイーン・メリーの2隻を撃沈されるという形勢不利のなか断固として艦列を維持し、「チャットフィールド君（旗艦ライオンの艦長）、今日はどうも情勢不利らしいね。左舷2点に転舵したまえ」と命じて敵側へ接近。距離を詰めての命中率向上を図った。その後ドイツ戦艦部隊が接近すると、ビーティーは離脱を開始した。
結果、ヒッパーの巡洋戦艦部隊は旗艦リュッツォウが大量の浸水により翌朝沈没。その他の4隻も戦闘力を喪失し、沈没寸前の状態ながらも本国への帰還に成功した。ヒッパーは駆逐艦に移乗し、2時間後に巡洋戦艦モルトケに将旗を移して帰還した。

### ユトランド沖海戦後
ユトランド沖海戦で英国が戦略的勝利を得たこともあり、以後英独の主力は再び砲火を交えなかった。そして、ビーティーは大艦隊司令長官となって大戦の終結を迎える。
1916年12月、大艦隊司令長官ジョン・ジェリコー大将が第一海軍卿に就任すると、ビーティーが後任の司令長官となり、終戦に伴い1919年4月に大艦隊が編成を解かれるまでその職に留まった。1919年5月1日に海軍元帥に昇進、同年10月18日に「ビーティー伯爵、ボロデイル子爵および北海とブルックズビーのビーティー男爵（Earl Beatty, Viscount Borodale and Baron Beatty of the North Sea and Brooksby）」に叙されている。
1919年～27年の間、第一海軍卿に就任。なおこれは歴代において最年少の第一海軍卿だった。ワシントン条約による海軍艦艇勢力の整理を実施。艦隊航空隊(Fleet Air Arm)の所属をめぐる空軍との激しい政争には敗北した。
1921年、ワシントン会議に出席。

### 死後
セント・ポール教会に葬られ、その棺はネルソン提督のものと並んでいる。

## ギャラリー

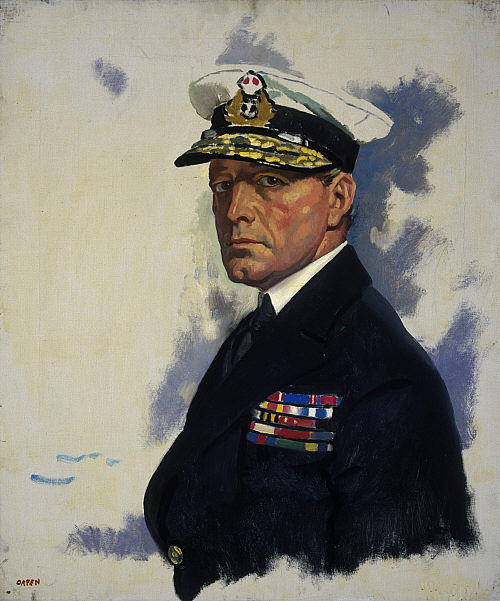
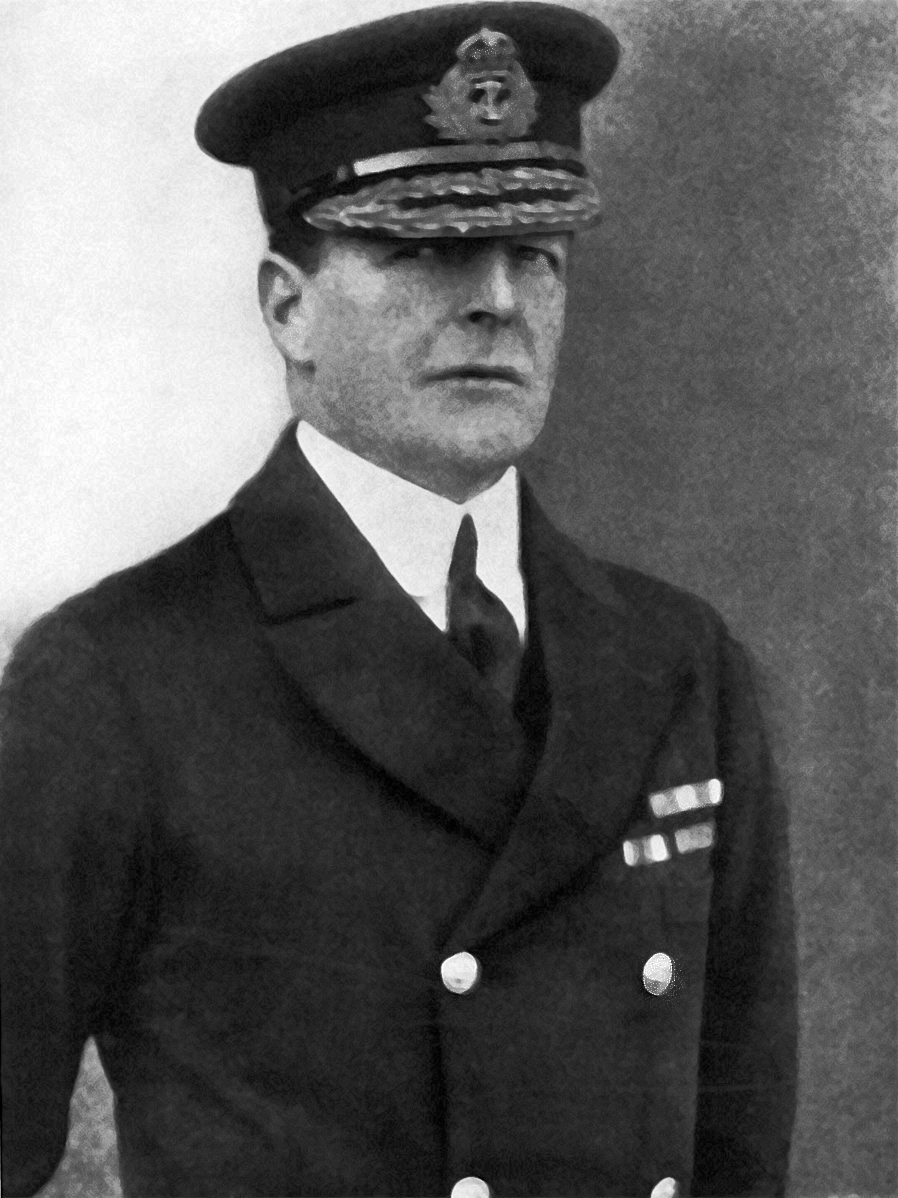
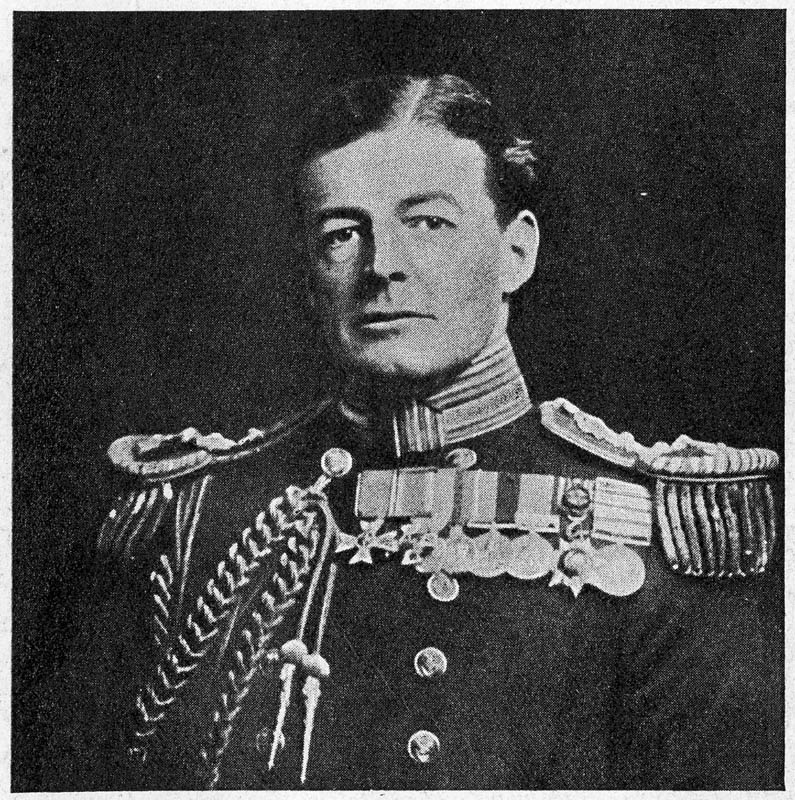